# Retithrips syriacus
Retithrips syriacus är en insektsart som först beskrevs av Mayet 1890.  Retithrips syriacus ingår i släktet Retithrips och familjen smaltripsar. Inga underarter finns listade i Catalogue of Life.